# Галактионов, Степан Филиппович

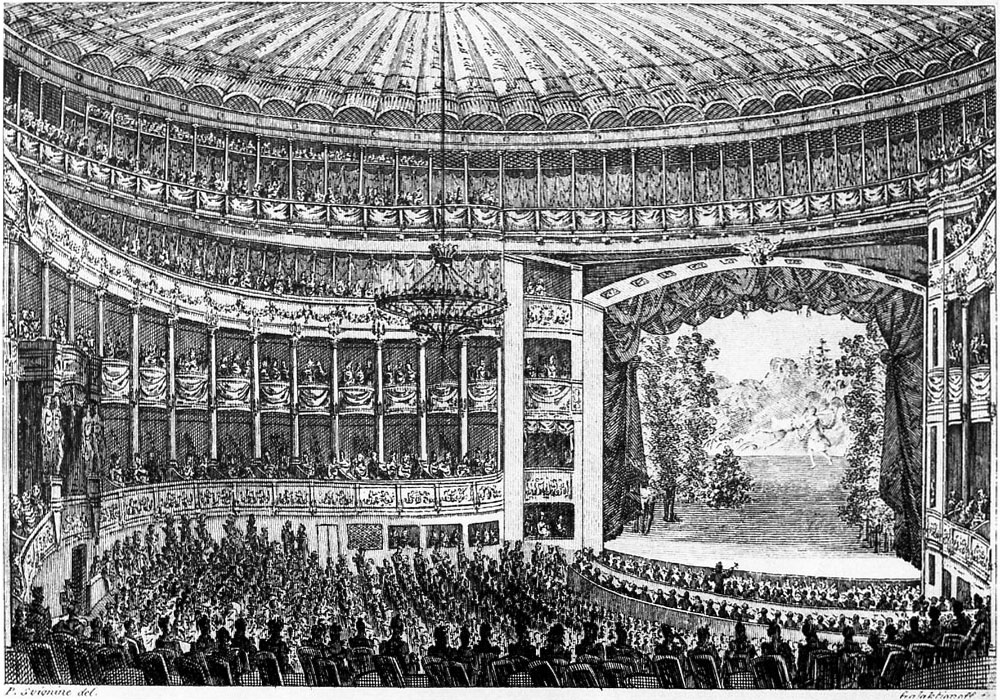
Зрительный зал Большого театра. 1820-е гг.
Гравюра С. Ф. Галактионова с рисунка П. П. Свиньина.

Степа́н Фили́ппович Галактио́нов (25 июня [6 июля] 1779, Санкт-Петербург, Российская империя — 22 ноября [4 декабря] 1854, там же) — русский рисовальщик, гравёр, литограф и живописец-пейзажист, академик (с 1808) и заслуженный профессор (с 1850) Императорской Академии художеств в Санкт-Петербурге.

## Биография
Степан Галактионов родился  в Санкт-Петербурге. В 1785 году принят в воспитанники Петербургской Академии художеств. Учился у М. М. Иванова, С. Ф. Щедрина и И. С. Клаубера. В 1800 году окончил Академию с аттестатом первой степени со шпагой. Получил звание «назначенного в академики» (1806). Получил звание академика пейзажной живописи за картину «Вид Императорской гранильной фабрики в Петергофе».
Преподавал в Академии художеств в 1817—1854 годах.
В 1830 году был произведён в «советники ландшафтного гравирования». В 1831 году, по случаю упразднения звания «советника», был переименован в звание профессора третьей степени, а в 1850 году получил звание заслуженного профессора. Кроме того, он находился на службе и в Гидрографическом депо Морского штаба (с 1831 года), где тоже обучал гравированию и рисованию морских видов и литографскому искусству.
Работал главным образом в технике резцовой гравюры в сочетании с офортом, одним из первых в России овладел в начале 1820-х годов техникой литографии. Занимался гравюрой на меди, литографией, изготовлением виньеток для петербургских альманахов и журналов, а также иллюстраций к произведениям А. С. Пушкина, И. А. Крылова и других русских писателей, исполненных резцовой гравюрой по чужим и собственным рисункам. Занимался также пейзажной живописью.
Умер 22 ноября (4 декабря по новому стилю) 1854 года в Санкт-Петербурге.

### Личная жизнь
Был женат на Марии, дочери богатого протоиерея Смоленской кладбищенской церкви Георгия Петрова и имел от неё трёх дочерей. По свидетельству Ф. И. Иордана, записанному Д. А. Ровинским, старшая из них — Анна Степановна «вышла замуж за медальера Павла Уткина, а после его смерти обвенчалась с крестьянином Копаченком, который заложил её дом, а впоследствии судился за разные неблаговидные поступки; другая дочь, Екатерина, совсем сбилась с пути, а третья, Александра, тоже не была особенно счастлива».